# Sinh trắc vân tay
Sinh trắc vân tay (dermatoglyphics, từ Tiếng Hy Lạp cổ đại với derma=da, Glyph=chạm khắc) là ngành khoa học chuyên nghiên cứu về dấu vân tay của con người.